# Gommecourt (Pas-de-Calais)
Gommecourt [ɡɔmkuʁ] ist eine französische Gemeinde im Département Pas-de-Calais in der Region Hauts-de-France. Sie gehört zum Arrondissement Arras und zum Kanton Avesnes-le-Comte. Die Einwohner werden Gommecourtois genannt.

## Geographie
Die Gemeinde Gommecourt liegt etwa 22 Kilometer südwestlich von Arras an der Grenze zum Département Somme. Umgeben wird Gommecourt von den Nachbargemeinden Bucquoy im Osten, Puisieux im Südosten, Hébuterne im Süden Foncquevillers sowie Hannescamps im Westen und Nordwesten.

## Geschichte
Gommecourt war während des Ersten Weltkriegs Schauplätz heftiger Kämpfe und bildete den westlichsten Punkt der deutschen Westfront. Unmittelbar südlich von Gommecourt tobte im Sommer 1916 die Schlacht an der Somme.

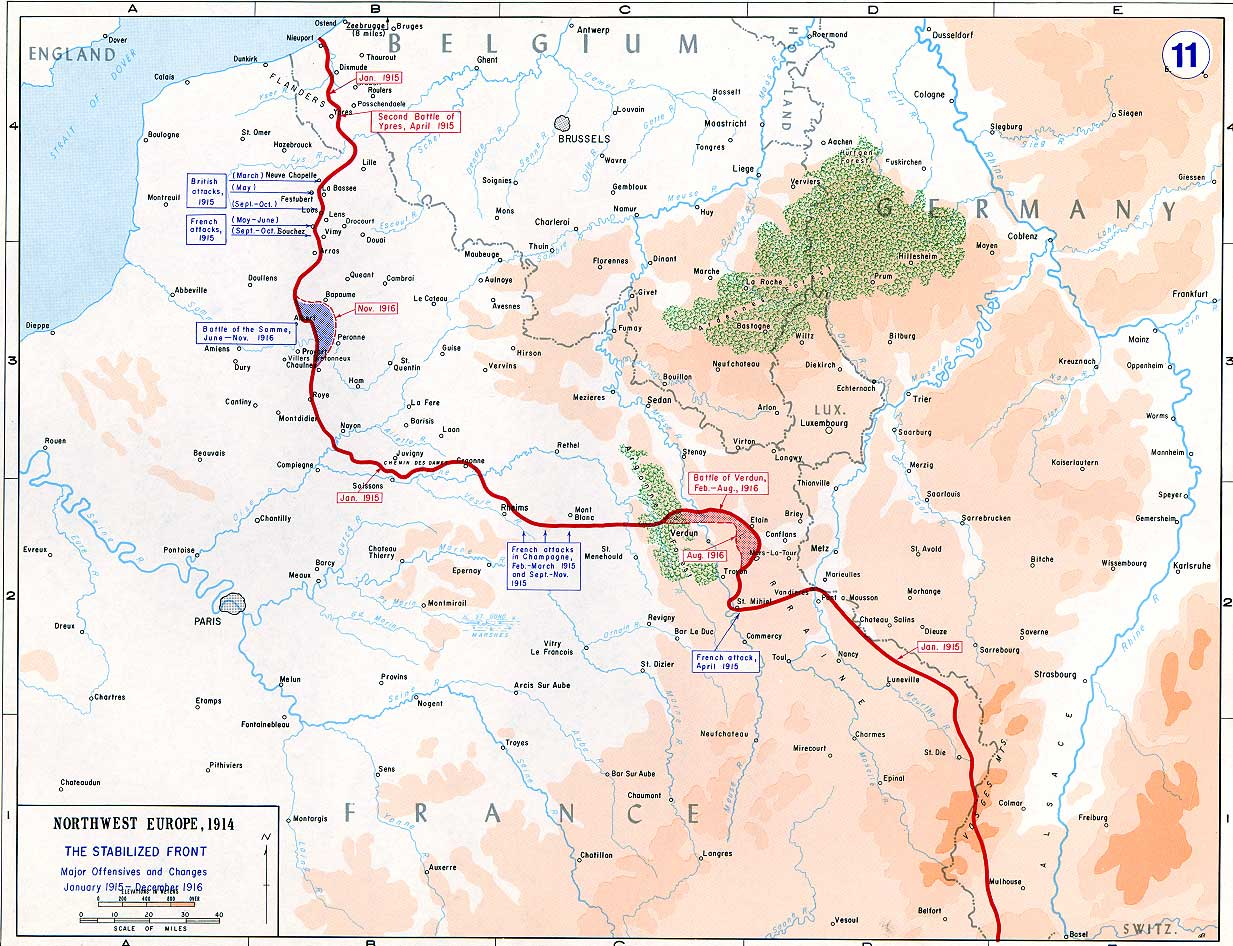
Westfront 1915/16
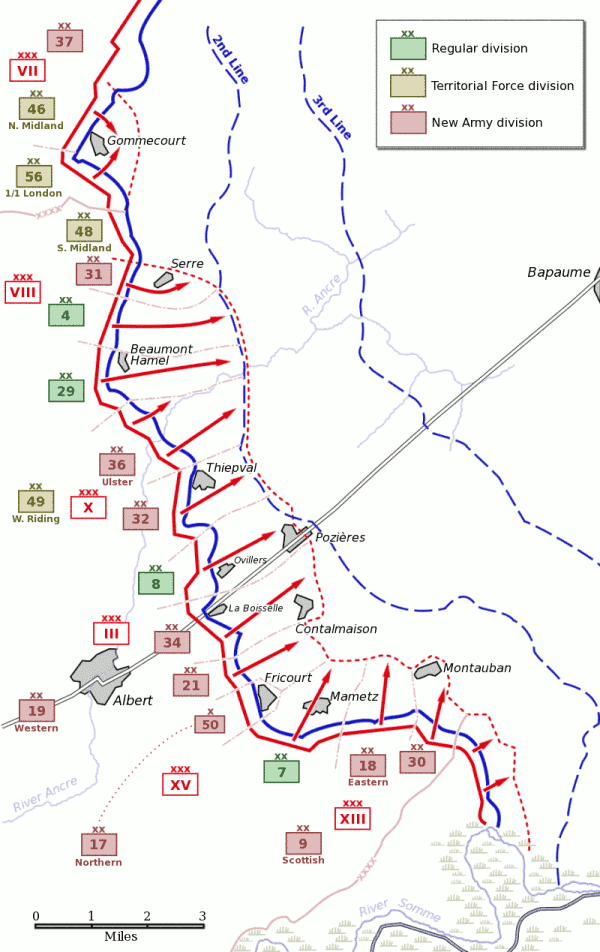
Britischer Schlachtplan für die Schlacht an der Somme
Karte des Schlachtfelds
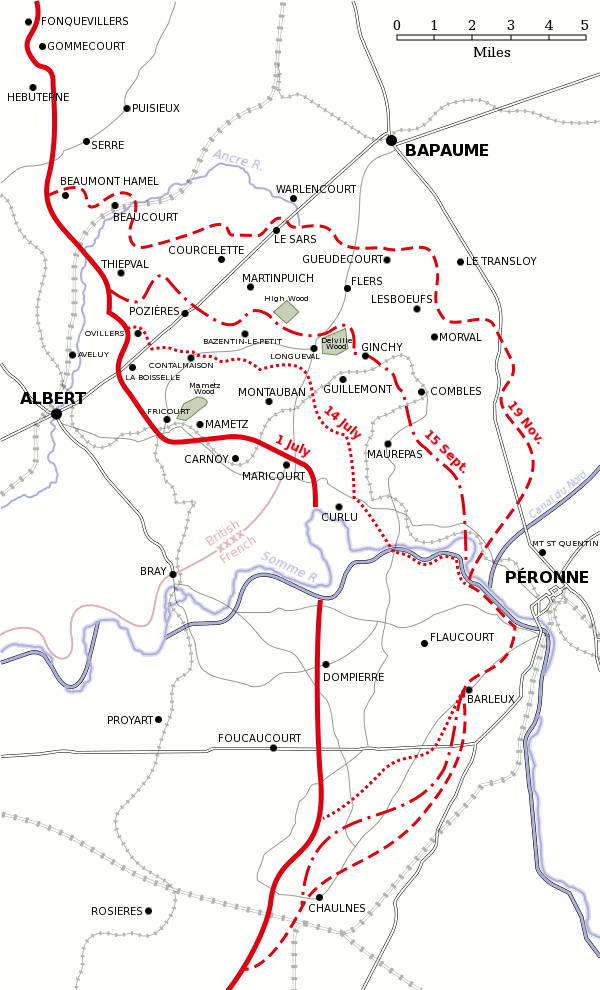
Verlauf der Schlacht an der Somme

## Bevölkerungsentwicklung
| Jahr                       | 1962 | 1968 | 1975 | 1982 | 1990 | 1999 | 2006 | 2015 | 2022 |
| -------------------------- | ---- | ---- | ---- | ---- | ---- | ---- | ---- | ---- | ---- |
| Einwohner                  | 150  | 169  | 132  | 132  | 116  | 126  | 113  | 200  | 87   |
| Quellen: Cassini und INSEE |      |      |      |      |      |      |      |      |      |

## Sehenswürdigkeiten
- Kirche Saint-Martin
- Soldatenfriedhof der Commonwealth War Graves Commission
- Wasserturm

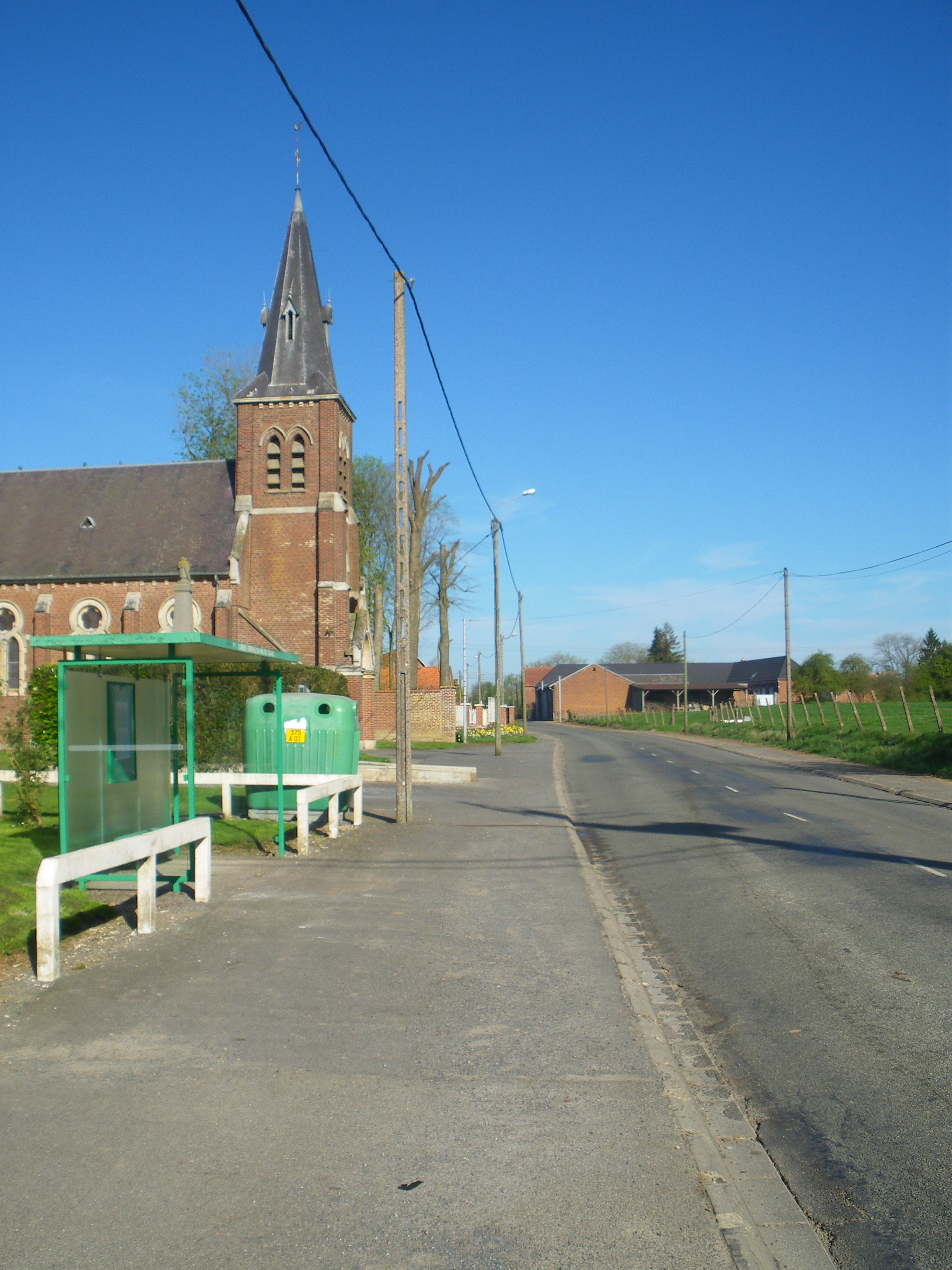
Hauptstraße
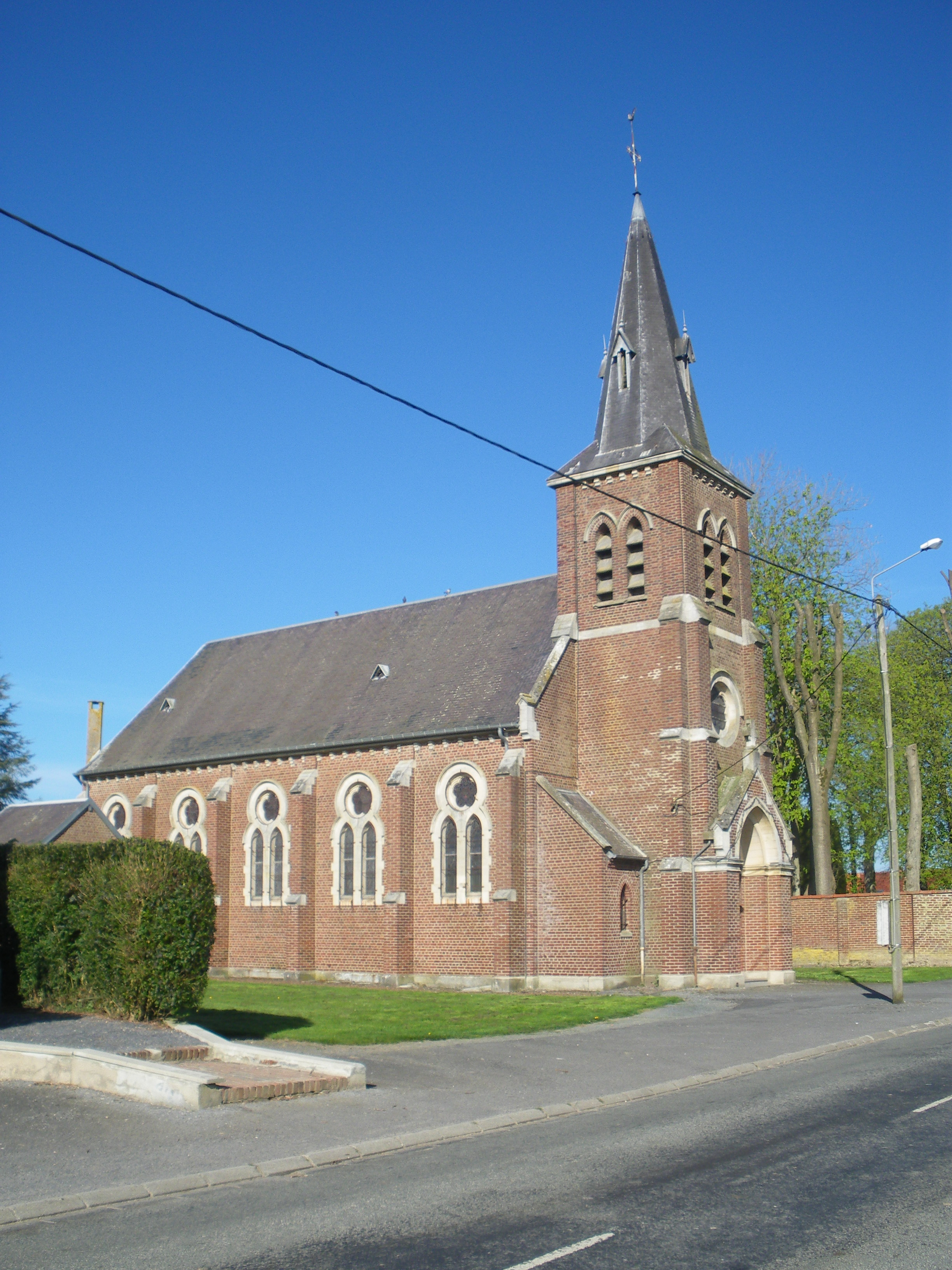
Kirche Saint-Martin
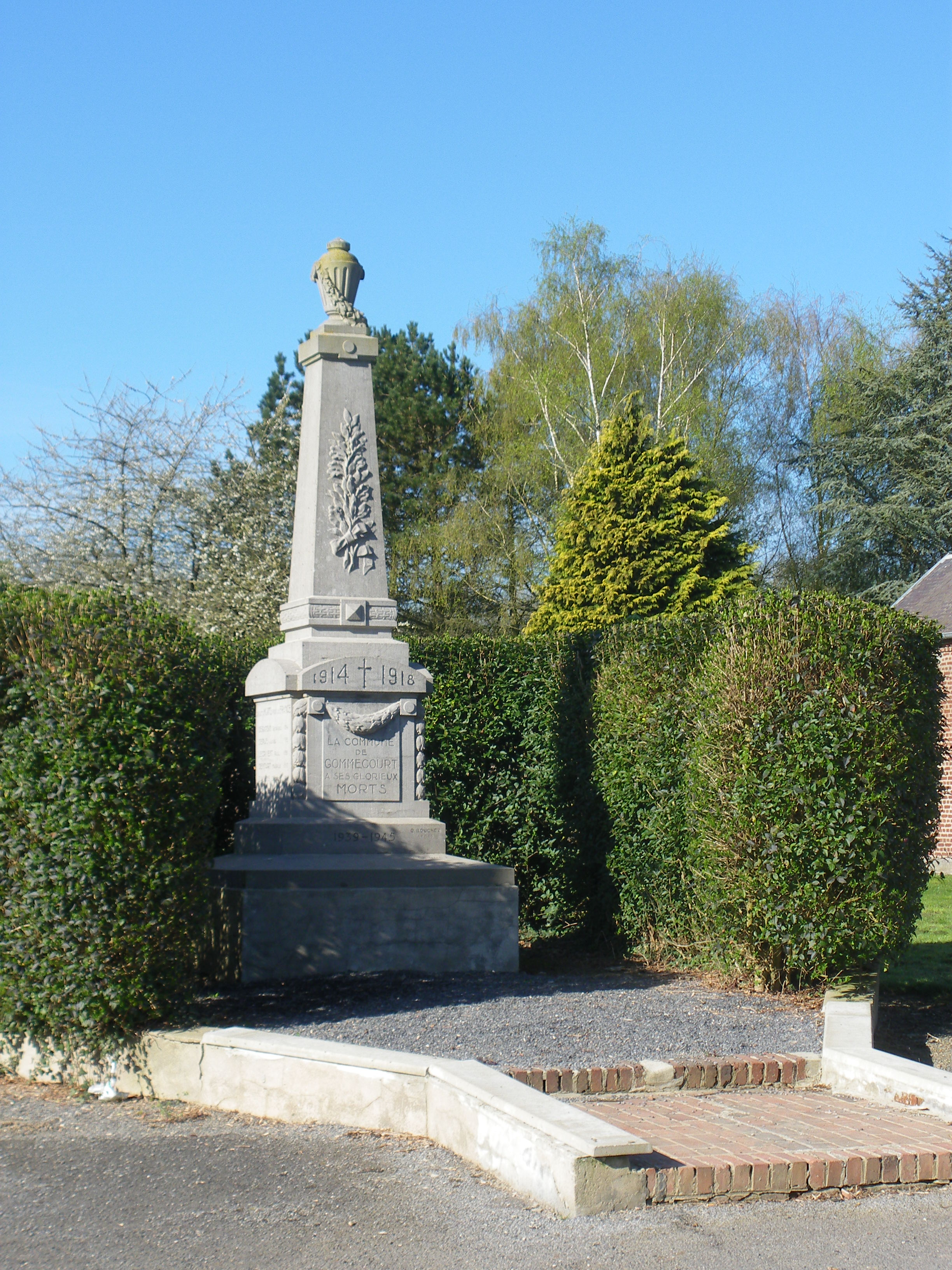
Gefallenendenkmal

## Persönlichkeiten
Der deutsche Offizier Karl von Freyburg (1889–1914) aus dem mecklenburgischen Adelsgeschlecht (Schlottmann) von Freyburg fiel am 7. Oktober 1914 in Gommecourt beim „Wettlauf zum Meer“.

## Sonstiges
Gommecourt wird in dem Lied Butcher’s Tale (Western Front 1914) aus dem Album Odessey and Oracle der britischen Rockband The Zombies erwähnt.